# 3677 Magnusson
3677 Magnusson este un asteroid din centura principală, descoperit pe 31 august 1984 de Edward Bowell.